# حمض الإيباندرونيك
حمض الإيباندرونيك (بالإنجليزية: Ibandronic acid)‏ هو دواء يُستعمل في علاج:
- هشاشة العظام[7]
- مرض عظمي[7]